# Avena nuda
Avena nuda (L., 1756) è una pianta appartenente alla famiglia delle Poacee (o Gramineae, nom. cons.).